# Erasmismo en España

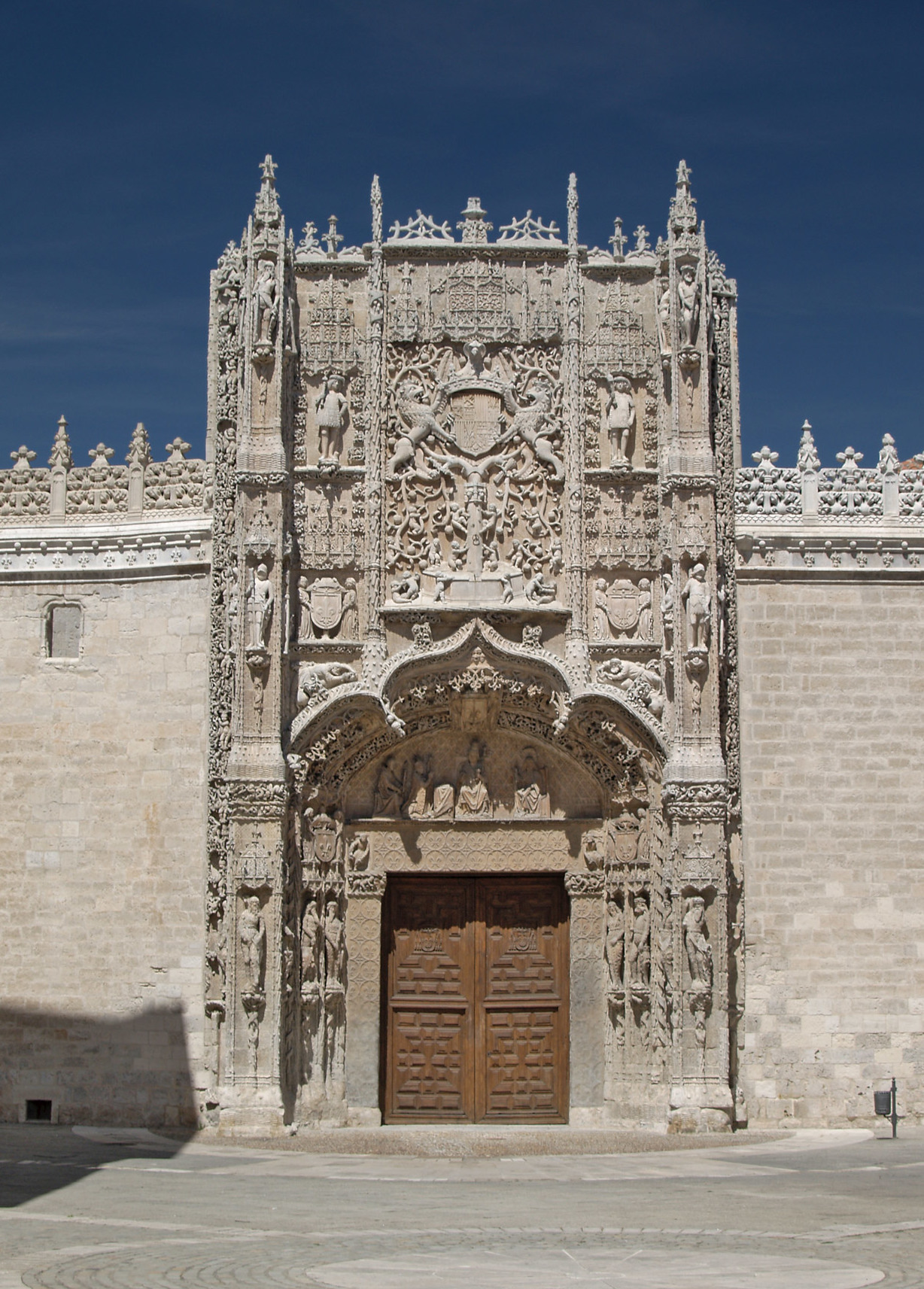
Fachada del Colegio de San Gregorio (Valladolid) que acogió el debate entre Bartolomé de las Casas y Juan Ginés de Sepúlveda sobre la polémica de los naturales y las Leyes de Indias (1550-1551), o la conferencia que cuestionó el erasmismo (1527).

Con erasmismo en España se alude a la notable influencia que las ideas de Erasmo de Róterdam tuvieron en España, sobre todo en la primera mitad del siglo XVI, con el apoyo del emperador Carlos V. 
El periodo de mayor influencia del erasmismo español se sitúa entre 1528 y 1532, y cabe considerarlo como un aglutinante de las ideas (literarias, políticas, científicas, legales, etc.) que afloraban de la sociedad española del siglo XVI, dando lugar posteriormente al Siglo de Oro español.

## Historia
El humanismo en España alcanzó un importante desarrollo —su impacto fue reducido aunque significativo— gracias a los humanistas italianos que como Pedro Mártir de Anglería o Lucio Marineo Sículo impartieron sus enseñanzas en Castilla, y a estudiosos que marcharon a Italia, como Antonio de Nebrija, o a Francia, como Pedro de Lerma, y que luego volvieron. Asimismo fue muy importante el apoyo que encontraron en el cardenal Cisneros quien fundó la Universidad de Alcalá, que junto con la Universidad de Salamanca, se convirtió en el principal centro de estudios humanísticos –entre sus profesores se encontraban Juan de Vergara y Francisco de Vergara- y que llevó adelante el ambicioso encargo que le hizo el propio Cisneros: la Biblia políglota complutense.
Buena parte de los humanistas españoles fueron seguidores de Erasmo de Róterdam y encontraron el apoyo de la corte de Carlos V –empezando por el gran canciller Mercurino Arborio Gattinara y su secretario Alfonso de Valdés- e incluso de parte de la jerarquía eclesiástica, como el arzobispo de Toledo Alonso de Fonseca y Ulloa, y del inquisidor general Alonso Manrique, ambos erasmistas. Así el Enchiridion militiis Christiani de Erasmo, cuya traducción al castellano se publicó en 1526, fue acogido con gran entusiasmo –el traductor del Enchiridion le escribió a Erasmo en 1527: «los que nunca habían oído hablar de Erasmo han sabido ahora de su existencia por este simple libro»-, así como el resto de sus obras, y varios humanistas, entre los que destacó Juan de Vergara, viajaron a los Países Bajos para estudiar con él. El Enchiridion fue traducido con el título: "Manual del caballero cristiano". 
Según Joseph Pérez, además de su reputación de humanista, son las ideas religiosas de Erasmo lo que atrae a la élite intelectual española. "Frente a Roma, Erasmo afirma la necesidad y la urgencia de una reforma de la Iglesia y de la religión, a la que hay que despojar de sus aspectos dogmáticos y formalistas: el exceso de especulaciones teológicas y una práctica rutinaria que está en el límite de la superstición. Erasmo defiende un retorno al Evangelio, a una religión espiritual y a un culto interior. Frente a Lutero, sale en defensa del libre arbitrio y se esfuerza por preservar la unidad del mundo cristiano. Su ideal sería una reconciliación irenista sin vencedores ni vencidos, que aseguraría la reforma necesaria de la Iglesia evitando el cisma".
Erasmo fue invitado por el cardenal Cisneros para dar clases en la Universidad de Alcalá pero rechazó la invitación con un célebre Non placet Hispania (España no me gusta). En los primeros meses de 1517 Erasmo, en efecto, había recibido la invitación del Cardenal Cisneros a la vez que recibía invitaciones de Basilea, del rey de Francia y de Inglaterra. En julio, desde Lovaina, escribió a Tomás Moro que todavía no había tomado una resolución: «España no me seduce [Non placet Hispania]; pues has de saber que el Cardenal de Toledo me llama allá de nuevo. Alemania, con sus estufas y sus caminos infestados de bandidos, no me dice nada tampoco. Aquí, demasiados ladridos y ninguna recompensa: aunque tuviera el mayor deseo de ello, no podría mantenerme aquí demasiado tiempo. En cuanto a Inglaterra, me asustan los motines y me horroriza la servidumbre». El modo como ve Erasmo a España tiene una concreción en carta a Wolfgang Capito, al que pide se aparte del Talmud: «Los judíos abundan en Italia; en España, apenas hay cristianos». Pero algún tiempo después, cuando Guy Morillon, un joven humanista que ha llegado a España con la corte flamenca de Carlos I, le informa de su popularidad en la península, le responde: «¿Por qué no me habré dirigido allá, en lugar de haberme marchado a Alemania? ¡He encontrado aquí tales pestes que, si hubiese podido preverlas, antes me habría ido a vivir entre los turcos!».
En las épocas iniciales aparece una nueva edición del "Nuevo Testamento" edición recomendada en 1516 por el abad García de Bobadilla. La difusión sobre el territorio es tan grande que ya en 1524 el propio Erasmo de Róterdam se manifiesta sorprendido por el éxito español, lamentando no haber aceptado la invitación inicial de Cisneros. Lucio Marineo Sículo elabora una lista de humanistas disponibles para la reforma. El erasmismo sigue presente en la corte gracias a Juan Calvete de Estrella, instructor del príncipe Felipe. 

### La persecución de los erasmistas por la Inquisición
El alcance del erasmismo fue bastante limitado ya que no sobrepasaba la corte del emperador y sólo un pequeño número de clérigos y eruditos se dedicaron al cultivo de las letras clásicas, además de que seguía teniendo un peso enorme la escolástica medieval. Los métodos de exégesis de Erasmo y sus ideas religiosas, que algunos consideraban próximas a las de Lutero, fueron objeto de críticas por parte de amplios sectores eruditos y eclesiásticos. En 1527 el inquisidor general Manrique, presionado por las órdenes mendicantes que habían sido objeto de las sátiras de Erasmo, se vio obligado a convocar una junta en Valladolid para debatir sobre sus supuestas "herejías", aunque en la misma no se llegó a ninguna conclusión. Uno de los primeros detractores de Erasmo fue Diego López de Zúñiga quien en 1519 publica Annotationes contra Erasmus Dottordanum in defensionem translationis Novis Testamenti en la Universidad de Alcalá. Otro contrario es Sancho de Carranza.
Cuando en 1529 el emperador Carlos V marchó a Italia llevando consigo a los principales erasmistas, los conservadores aprovecharon su oportunidad. El primero en ser detenido por la Inquisición española fue Diego de Uceda, chambelán de un alto cargo de la Orden de Calatrava, que fue denunciado por un desconocido con el que había hablado de religión y de Lutero durante el viaje que había hecho de Burgos a Córdoba. Fue torturado y condenado, abjurando de sus "errores" en el auto de fe celebrado en Toledo el 22 de julio de 1529.

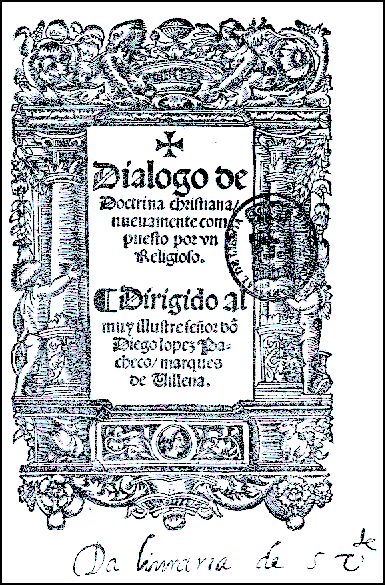
Diálogo de la Doctrina christiana (1529) de Juan de Valdés.

Mucho mayor impacto tuvo el proceso contra Juan de Vergara, eminente estudioso de las letras clásicas y catedrático de Filosofía de la universidad de Alcalá. Fue detenido en 1533 y condenado, acusado de "luteranismo" entre otras alegaciones –también de iluminismo como su hermano Bernardino Tovar-. Como Uceda, abjuró de sus "errores" en un auto de fe celebrado en Toledo el 21 de diciembre de 1535 y pagó una gravosa multa de 1.500 ducados, siendo confinado en un monasterio durante los dos años siguientes –aunque a su salida pudo recobrar sus antiguos puestos-. En 1533 Alonso de Virués, benedictino y predicador de Carlos V, fue detenido y confinado en una prisión de la Inquisición de Sevilla durante cuatro años. En 1537 se vio obligado a abjurar de sus "errores", siendo recluido en un monasterio, pero Carlos V intervino ante el papa y consiguió que éste anulara la sentencia.
En 1530 Juan de Valdés –del que Joseph Pérez afirma que en realidad era un alumbrado y que usó de pantalla el erasmismo- huyó a Italia justo a tiempo para poder evitar su detención por la Inquisición a causa del estudio teológico que había publicado el año anterior Diálogo de la doctrina cristiana y en el que se recogían algunos escritos de Lutero, sin mencionarlo. No tuvo la misma suerte el también erasmista Pedro de Lerma, primer canciller de la Universidad de Alcalá y canónigo de la catedral de Burgos, que fue detenido y encarcelado, siendo obligado a abjurar de sus "errores" en todas las ciudades donde había predicado. Lerma huyó a París, recuperando el puesto de decano de la Sorbona. Su sobrino Francisco de Encinas será uno de los más destacados luteranos europeos.
A finales de 1533 Rodrigo Manrique, hijo del antiguo inquisidor general Alonso Manrique, escribió desde París al erasmista Juan Luis Vives en Brujas –donde se había refugiado huyendo de la Inquisición por ser judeoconverso-, sobre el encarcelamiento de Juan de Vergara:

De nuestro amigo Vergara no tuve más noticia que las que te comuniqué en mi carta anterior. Trabajo, sin embargo, para saber en qué situación se encuentra su causa. Créeme, mi querido maestro, que, cuando considero su brillante ingenio, como también su relevante erudición y, lo que vale mucho más, su conducta totalmente inmaculada, apenas puedo llegar a creer que haya algo que pueda imputarse a un hombre tan bueno; pero cuando veo que todo esto es culpa de hombres muy desvergonzados y calumniadores, temo, sobre todo si ha sido puesto en manos de ciertos hombres indignos y feroces, amigos de enterrar a las mejores personas, que tienen a gala e incluso como acto de religión, quitar del medio a personas ilustres por su sabiduría, por una simple palabra, por una broma o por una expresión graciosamente dicha. Es del todo cierto lo que dices que nuestra patria está llena de envidia e insolencia; añade también de salvajismo. Pues ya se tiene como cosa cierta entre ellos, que no hay nadie medianamente instruido en las buenas artes, que no esté lleno de herejías, de errores, de judaísmo; de suerte que a los sabios se les ha amordazado e impuesto silencio y a aquellos que avanzaban hacia la erudición se les ha inyectado, como tú dices, un enorme terror. Pero ¿a qué te cuento estas cosas? Mi pariente, de quien antes he hablado, me dijo que en Alcalá -pues él vivió allí durante varios años- se fraguaba desterrar por completo la lengua y literatura griegas, como también aquí en París muchos se empeñan en lograrlo; pero de esto ya te hablaré en seguida. Quiénes sean los que en España se esfuerzan en cometer semejante barbaridad es fácil comprender que son los ejecutores de la necedad.